# Biskup na Børglum i jego krewny
Biskup na Børglum i jego krewny (duń. Bispen paa Børglum og hans Frænde, współ. duń. Bispen på Børglum og hans frænde) – baśń literacka autorstwa Hansa Christiana Andersena, wydana po raz pierwszy w 1861 roku.

## Historia
Andersen odwiedził Børglum podczas swej podróży do Północnej Jutlandii latem 1859 roku. Spał we wspomnianym w baśni klasztorze w Børglum, dawnej siedzibie biskupa 30 lipca 1859 roku. Goszczono go w pokoju, w którym biskup P.C. Kierkegaard, brat Sørena, miał widzieć duchy katolickich kanoników sprzed wieków. Andersen, jak sam opisał w dzienniku, zaobserwował wieczorem jakąś poświatę na drzwiach, która okazała się być tylko odbiciem od lustra blasku zza okna w jasną letnią noc.
Dawna katolicka diecezja Børglum istniała w latach 1056–1536. Kościół w Børglum pełnił funkcję katedry od 1130 roku. Ostatnim biskupem pozostającym w komunii ze Stolicą Apostolską był Stygge Krumpen, więziony w latach 1536–1542, zmarły w 1551 roku. Opowieść spisana w 1600 roku o zabójstwie biskupa Olufa Globa i kilku jego zwolenników w kościele w Hvidbjerg w 1260 roku, o konotacjach wyraźnie antykatolickich, do której Andersen odwołał się w baśni, pozostaje kwestią debaty. Historia o złym biskupie jest wyraźnie inspirowana opowieścią „Jens Glob den Hårde” z 1. tomu „Danmarks Folkesagn (1843-60)” Justa Mathiasa Thielego. Motyw biskupa okradającego wraki pojawia się w wydanej pośmiertnie w 1935 roku powieści Andersena Christian den Andens Dverg, a wcześniej w sztuce z 1833 roku Agnete og Havmanden.
Baśń o Biskupie na Børglum i jego krewnym została opublikowana przez Andersena po raz pierwszy w Kopenhadze 27 stycznia 1861 roku w periodyku „Illustreret Tidende” wydawanym przez wydawnictwo Forlagsbureauet. Utwór wznowiony został za życia autora w 1865 oraz w 1871 roku (z rysunkami Lorenza Frølicha).

## Polskie przekłady
Baśń została przetłumaczona na język polski:
- 1956 – Biskup na Børglum i jego krewniacy: Stefania Beylin (tłum.): Baśnie. Warszawa. Brak numerów stron w książce
- 2006 – Biskup na Børglum i jego krewny: Bogusława Sochańska, Baśnie i opowieści. T. III: 1862–1873, Poznań (z oryginału duńskiego)

## Fabuła
Baśń dzieje się w Jutlandii, niedaleko moczarów w Vildmose, słychać szum Morza Północnego. Narrator dojeżdża do piaszczystego wzniesienia, na którym wznosi się Børglum Kloster. Wjeżdża na dziedziniec otoczony lipami i podziwia stare mury. Miejscowi opowiadają o duchach dawnych kanoników, które rzekomo wciąż nawiedzają to miejsce.
Na wybrzeżu dochodzi do katastrofy statku, a ludzie biskupa przejmują cały ładunek, zabijając uratowanych. Biskup Oluf Glob rządzi twardą ręką i dąży do jeszcze większej władzy. Próbuje przejąć majątek wdowy po swoim krewnym, ale ona się opiera. Purpurat wysyła dokumenty do papieża, by uzyskać ekskomunikę dla kobiety. Z Italii wraca posłaniec z klątwą, która wyklucza wdowę z Kościoła i społeczeństwa. Wszyscy ją opuszczają, ale ona nie traci wiary i uprawia ziemię z pomocą jednej służącej. Gdy biskup wzywa ją na sąd, kobieta rusza w drogę przez Europę z ostatnimi wołami. W dalekim kraju spotyka rycerza, który okazuje się być jej synem. Syn rozpoznaje matkę, przytula ją i obiecuje zemstę.
Jens Glob wraca do Danii i stawia biskupowi zarzuty. Glob jedzie na nabożeństwo do Hvidbjergu, nieświadomy zasadzki. Oluf Hase próbuje dotrzeć przez zamarznięte tereny, by wesprzeć Jensa. Gdy Hase dociera do kościoła, Jens już pokonuje biskupa i jego ludzi. W klasztorze odbywa się pogrzeb tyrana, o czym wieszczą klasztorne dzwony. Dziś nowy dzień rozświetla wnętrza klasztoru, ale echo dawnych wydarzeń wciąż pobrzmiewa w murach. Rybacy z Løkken pomagają rozbitkom.

## Galeria

Ilustracje baśni Biskup na Børglum i jego krewny
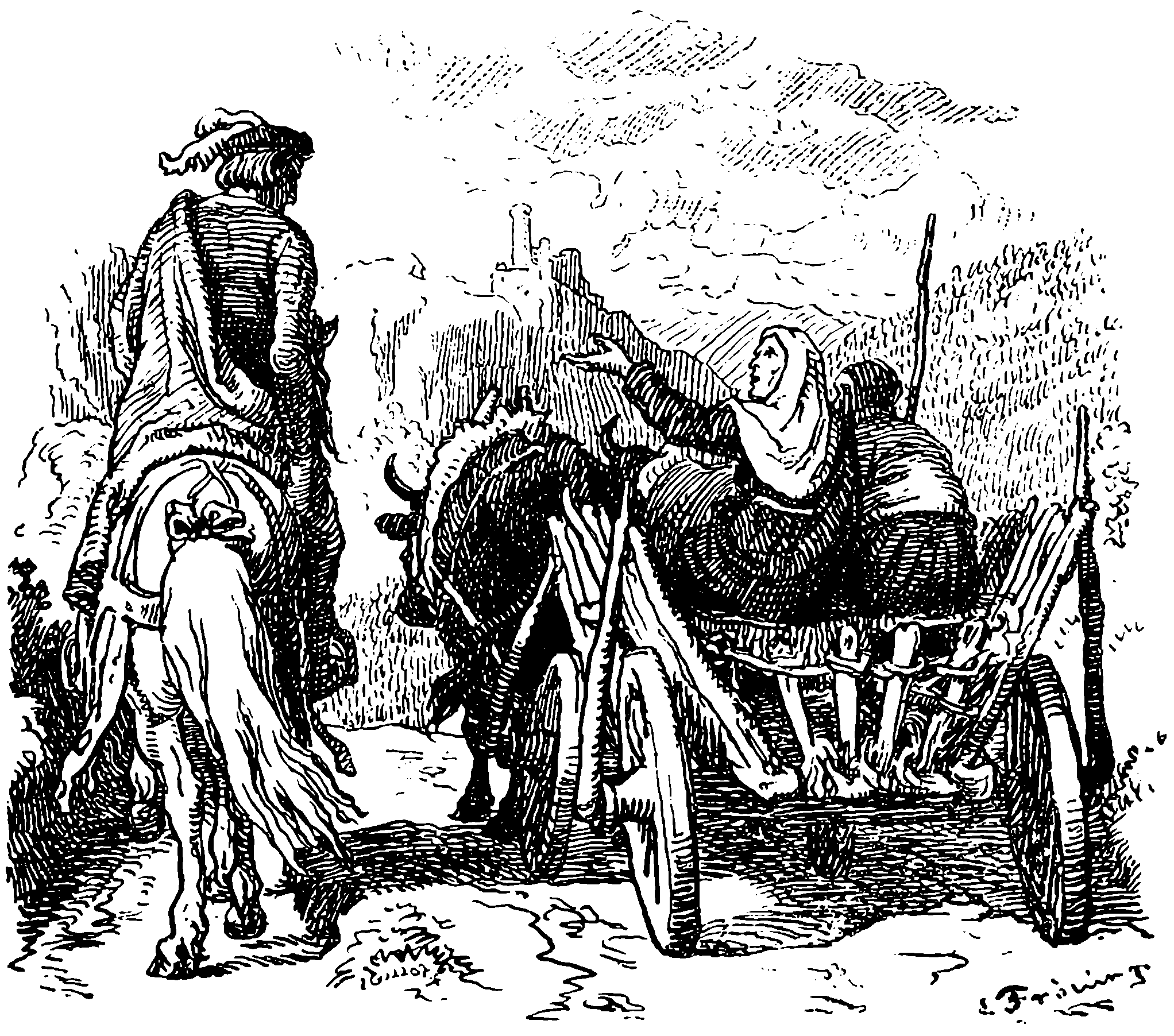
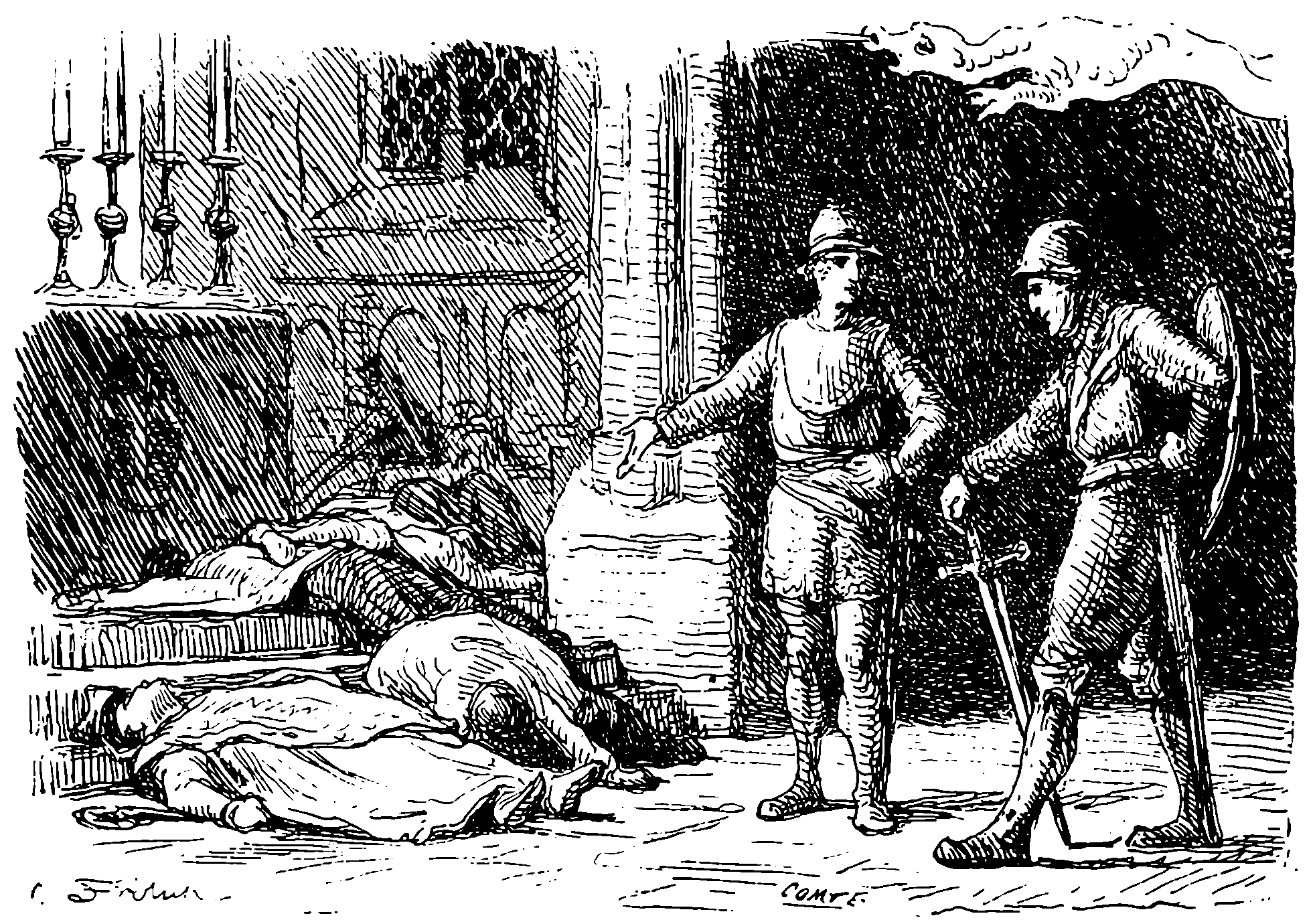